# Allium leucanthum
Allium leucanthum là một loài thực vật có hoa trong họ Amaryllidaceae. Loài này được K.Koch mô tả khoa học đầu tiên năm 1849.